# الجبجب (حبيش)

تعديل مصدري - تعديل

الجبجب محلة تابعة لقرية النظارى، التابعة لعزلة بني شبيب بمديرية حبيش إحدى مديريات محافظة إب في الجمهورية اليمنية، بلغ تعداد سكانها 22 حسب تعداد اليمن لعام 2004.